# Liste der Sterne auf dem Square of Fame der Wembley Arena

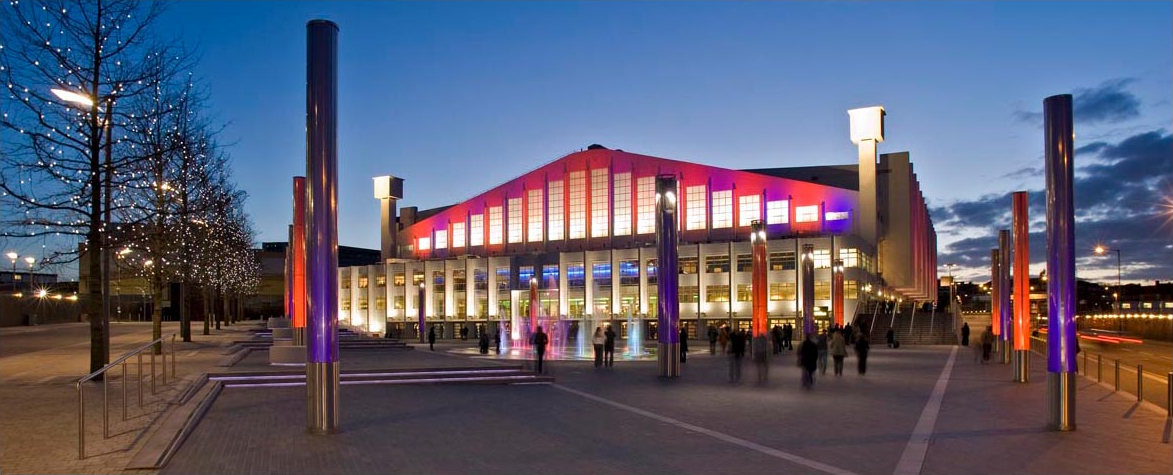
Die Wembley Arena und der „Square of Fame“ bei Nacht

Die Liste der Sterne auf dem Square of Fame der Wembley Arena beinhaltet alle Persönlichkeiten, die bislang mit einem Stern auf dem „Square of Fame“ der Wembley Arena in London, England ausgezeichnet wurden. Auf dem Platz, der mit der Neueröffnung der Arena im Jahr 2006 eingerichtet wurde, sind in Anlehnung an den Hollywood Walk of Fame berühmte Persönlichkeiten aus der Geschichte der Veranstaltungsstätte auf Bronzetafeln mit Name und Unterschrift verewigt. Den ersten Stern erhielt Madonna am 1. August 2006.

## Aufnahmen
- Name: Nennt den Namen der aufgenommenen Person. Wurde eine Gruppen von Persönlichkeiten aufgenommen (z. B. Musikband), sind unter dem Gruppennamen jeweils die Mitglieder aufgeführt, die auf dem Stern mit ihrer Unterschrift verewigt sind.
- Tätigkeit: Nennt die Tätigkeit, aufgrund derer die Person auf dem „Square of Fame“ verewigt wurde.
- Aufnahme: Nennt das Aufnahmedatum.

| Name                                                    | Tätigkeit   | Aufnahmedatum     |
| ------------------------------------------------------- | ----------- | ----------------- |
| Madonna                                                 | Sängerin    | 1. August 2006    |
| Cliff Richard                                           | Sänger      | 9. November 2006  |
| George Michael                                          | Sänger      | 2006              |
| Status Quo Rick Parfitt Francis Rossi                   | Band        | 16. Dezember 2006 |
| Kylie Minogue                                           | Sängerin    | 9. Januar 2007    |
| Stephen Hendry                                          | Sportler    | 21. Januar 2007   |
| Dolly Parton                                            | Sängerin    | 25. März 2007     |
| Bryan Adams                                             | Sänger      | 10. Mai 2007      |
| Lionel Richie                                           | Sänger      | 13. Mai 2007      |
| Westlife Shane Filan Nicky Byrne Kian Egan Mark Feehily | Band        | 28. März 2008     |
| Harlem Globetrotters Eugene Edgerson                    | Sportgruppe | 15. April 2008    |
| Melanie B                                               | Sängerin    | 15. Oktober 2008  |
| Lee Evans                                               | Komiker     | 30. Oktober 2008  |